# 일함수
일함수(work function)는 응집물질물리학에서 어떤 고체의 표면에서 한 개의 전자를 고체 밖으로 빼내는 데 필요한 에너지다. 전도띠가 있는 고체의 특징 중 하나다.

## 광전 효과에서의 일함수
광전 효과에서는, 물체가 광자를 흡수함으로써 전자 전이가 일어난다. 광자의 에너지가 물질의 일함수보다 크다면 광전자 방출이 일어나 전자가 표면으로부터 자유롭게 될 것이다. 과도한 광자 에너지는 전자에게 운동에너지 또한 줄 것이다. 광전효과에서의 일함수는 다음과 같다.
{\displaystyle \phi =hf_{0}}
여기서 {\displaystyle h}는 플랑크 상수,{\displaystyle f_{0}}는 한계 진동수(광전 효과에 필요한 광자의 최소 진동수)이다.

## 열전자 방출에서의 일함수
열전자 방출과
일함수는 열전자 방출 이론에서도 중요하다. 광전 효과와는 달리, 열전자 방출 이론에서는 광자 대신 열을 이용해 전자를 방출한다. 리처드슨의 법칙에 따르면 다음 등식이 성립한다.
{\displaystyle J=AT^{2}e^{-W \over kT}}
여기서 {\displaystyle J}는 전류 밀도, {\displaystyle T}는 절대 온도, {\displaystyle W}는 일함수, {\displaystyle k}는 볼츠만 상수이며, {\displaystyle A}는 리처드슨 상수(Richardson constant)인데, 그 값은 다음과 같다.
{\displaystyle A={4\pi mk^{2}e \over h^{3}}=1.20173\times 10^{6}Am^{-}2K^{-}2}
{\displaystyle m}은 전자의 질량, {\displaystyle e}는 기본 전하, {\displaystyle h}는 플랑크 상수이다. 열전자 방출은 뜨겁고 음으로 대전된 음극에서 전자를 방출시키는데, 이것은 전구의 작동에 매우 중요하다. 백열등 필라멘트에 쓰이는 텅스텐은 일함수가 약 {\displaystyle 4.5eV}인데, 산화물로 코팅함으로써 줄일 수 있다.

## 원소의 일함수
순수 원소의 일함수는 다음과 같다. 단위는 전자볼트(eV)이다.
| 원소 | 일함수/eV   | 원소 | 일함수/eV   | 원소 | 일함수/eV   | 원소 | 일함수/eV   | 원소 | 일함수/eV   |
| ---- | ----------- | ---- | ----------- | ---- | ----------- | ---- | ----------- | ---- | ----------- |
| Ag   | 4.52 – 4.74 | Al   | 4.06 – 4.26 | As   | 3.75        | Au   | 5.1 – 5.47  | B    | ~4.45       |
| Ba   | 2.52 – 2.7  | Be   | 4.98        | Bi   | 4.34        | C    | ~5          | Ca   | 2.87        |
| Cd   | 4.08        | Ce   | 2.9         | Co   | 5           | Cr   | 4.5         | Cs   | 2.14        |
| Cu   | 4.53 – 5.10 | Eu   | 2.5         | Fe   | 4.67 – 4.81 | Ga   | 4.32        | Gd   | 2.90        |
| Hf   | 3.9         | Hg   | 4.475       | In   | 4.09        | Ir   | 5.00 – 5.67 | K    | 2.29        |
| La   | 3.5         | Li   | 2.93        | Lu   | ~3.3        | Mg   | 3.66        | Mn   | 4.1         |
| Mo   | 4.36 – 4.95 | Na   | 2.36        | Nb   | 3.95 – 4.87 | Nd   | 3.2         | Ni   | 5.04 – 5.35 |
| Os   | 5.93        | Pb   | 4.25        | Pd   | 5.22 – 5.6  | Pt   | 5.12 – 5.93 | Rb   | 2.261       |
| Re   | 4.72        | Rh   | 4.98        | Ru   | 4.71        | Sb   | 4.55 – 4.7  | Sc   | 3.5         |
| Se   | 5.9         | Si   | 4.60 – 4.85 | Sm   | 2.7         | Sn   | 4.42        | Sr   | ~2.59       |
| Ta   | 4.00 – 4.80 | Tb   | 3.00        | Te   | 4.95        | Th   | 3.4         | Ti   | 4.33        |
| Tl   | ~3.84       | U    | 3.63 – 3.90 | V    | 4.3         | W    | 4.32 – 5.22 | Y    | 3.1         |
| Yb   | 2.60        | Zn   | 3.63 – 4.9  | Zr   | 4.05        |      |             |      |             |

## 같이 보기
- 전자 친화도